# حمله آگوست ۲۰۱۷ بروکسل
حمله آگوست ۲۰۱۷ بروکسل در نزدیکی گراند پلاس در بروکسل در ۲۵ آگوست ۲۰۱۷ رخ داد. در این حادثه دو سرباز توسط یک مهاجم با چاقو زخمی شدند.

## رویدادها
از زمان حملات نوامبر ۲۰۱۵ پاریس و حملات مارس ۲۰۱۶ بروکسل، سربازان در گشت و گذار در بروکسل بوده‌اند. نیویورک تایمز گزارش داد که بروکسل در نتیجه حملات تروریستی قبلی «در لبه» قرار داشت، و رویترز گزارش داد که «۱۲۰۰ سرباز در شهرهای اصلی بلژیک گشت می‌زنند و این کشور در بالاترین سطح تهدید قرار دارد»
این حمله در بلوار Jacmile Jacqmain، در نزدیکی گراند پلاس بروکسل، رخ داد و توسط مقامات بلژیکی به عنوان یک حمله تروریستی تلقی شد.
مهاجم «هاشی عیانل» (Haashi Ayaanle)، مرد ۳۰ ساله مهاجر سومالیایی متولد ۱۹۸۷ بود. مقامات می‌گویند وی برای انجام فعالیت‌های تروریستی شناخته شده نبود. عیانل مورد اصابت گلوله قرار گرفت و بعداً بر اثر جراحات در بیمارستان درگذشت. وی در سال ۲۰۰۴ وارد بلژیک شد و در سال ۲۰۱۵ تابعیت بلژیک را دریافت کرد. عیانل در خانه‌های عمومی در بروژ زندگی می‌کرد، شهردار اعلام کرد که مظنون هیچ نشانه ای مبتنی بر رادیکال شدن نداشت.
سخنگوی دفتر دادستانی گفت که هنگام هجوم مهاجم به سربازان، او دو بار فریاد «الله اکبر» می‌زند سپس از پشت به آنها حمله می‌کند. عیانل علاوه بر چاقوی بزرگی که با آن حمله کرد، ماکت اسلحه و یک نسخه از قرآن را به همراه داشت. مهاجم ادعایی، هاشی عیانل، از سال ۲۰۱۳ تا آوریل ۲۰۱۷ در شرکت ساخت و ساز فلزی Victor Buyck Steel در اکلو به عنوان جوشکار کار می‌کرد. در آوریل ۲۰۱۷ او قصد داشت با پیچ گوشتی به همکارانش حمله کند در نتیجه از شرکت اخراج شد. اگرچه همکاران عیانل ادعا کردند که او انگیزه ای برای حمله نداشت،
ولی عیانل به وکیلش گفت که آنان به خانه او نگاه می‌کنند و از او عکس‌های مخفیانه می‌گیرند. این اظهارات باعث شد که وکیل وی خواستار بررسی وضعیت روانی موکلش شود، در نتیجه او به صورت داوطلبانه در بیمارستان روان پزشکی سنت جان در شهر اکلو بستری شد. عیانل با توصیه ای برای ادامه مصرف داروهای تجویز شده خود پس از سه هفته مرخص شد. او قبل از اینکه با وکیل خود از تماس خارج شود، برای مدت کوتاهی دوباره کار پیدا کرد. گزارش شد که عیانل با اعضای جامعه بنیانگرا سومالی در ارتباط بوده‌است.

## واکنش‌ها
خبرگزاری اعماق ادعا کرد که دولت اسلامی مسئول این حمله است. بر اساس بیانیه اعماق، «عامل عملیات ضربات چاقو در بروکسل یکی از سربازان دولت اسلامی است و وی این عملیات را در پاسخ به درخواست‌های کشورهای هدف ائتلاف [به رهبری آمریکا] انجام داد».
وزیر کشور بلژیک، یان جامبون، از سربازان و پلیس تشکر کرد.
یوروپل در گزارش خود در مورد تروریسم در اروپا طی سال ۲۰۱۷ این حادثه را به عنوان تروریسم جهادی طبقه‌بندی کرد.